# Wilhelm Albert Beinhauer
Wilhelm Albert Beinhauer (* 7. Juli 1832 in Vollmarshausen; † 16. August 1906 ebenda) war ein deutscher Gutsbesitzer und Abgeordneter des Provinziallandtags der Provinz Hessen-Nassau sowie des Preußischen Abgeordnetenhauses.

## Leben
Wilhelm Albert Beinhauer wurde als Sohn des Gutsbesitzers und Abgeordneten Wilhelm Beinhauer und dessen Gemahlin Sophie Wilhelmine Gundelach geboren. Er kam aus der Gruppe der Gutsbesitzer in den Kurhessischen Kommunallandtag des preußischen Regierungsbezirks Kassel und gehörte von 1886 bis 1906 diesem Gremium an. Gleichzeitig war er Abgeordneter im Provinziallandtag der Provinz Hessen-Nassau und im Organisations-, Haupt- und Eingabenausschuss tätig. Von 1894 bis 1903 war er als Abgeordneter der Nationalliberalen Partei und den Wahlkreis Kassel-Witzenhausen Mitglied des Preußischen Abgeordnetenhauses.